# Акоста (кантон)
Акоста (исп. Acosta) — кантон в провинции Сан-Хосе Коста-Рики.

## География
Находится на западе центральной части провинции. Граничит на юге с провинцией Пунтаренас. Административный центр — Сан-Игнасио.

## Округа
Кантон разделён на 5 округов:
1. Сан-Игнасио
2. Гуайтиль
3. Пальмичаль
4. Кангрехаль
5. Сабанильяс